# Calga
Calga är en del av en befolkad plats i Australien. Den ligger i kommunen Gosford Shire och delstaten New South Wales, i den sydöstra delen av landet, omkring 48 kilometer norr om delstatshuvudstaden Sydney. Antalet invånare är 300.
Närmaste större samhälle är Umina, omkring 13 kilometer sydost om Calga. 
I omgivningarna runt Calga växer i huvudsak städsegrön lövskog. Runt Calga är det ganska tätbefolkat, med 166 invånare per kvadratkilometer. Genomsnittlig årsnederbörd är 1 286 millimeter. Den regnigaste månaden är februari, med i genomsnitt 201 mm nederbörd, och den torraste är juli, med 36 mm nederbörd.